# 衝突
衝突，又稱糾紛或紛爭，是指兩個個體的需求、價值觀念和利益引致實際或想像的反對表現。衝突也可以指一個人內心的現象，但本文的內容將以人際衝突為主。
盡管所有的人類社會都企求和平，和平是普世價值之一，但人際衝突也是普世人性，所有的人類社會都有人際衝突，人際衝突在任何社會、任何團體、任何時代中都是無法避免、必然會發生的事，也就是說，「只要有人，就有恩怨，有恩怨就有江湖，人就是江湖」，也就是「有人的地方就有江湖」。在不同的衝突中，衝突的根源有所差異，但衝突總是社會的一部分，而衝突的根源可以是個人、種族、階級、階層、政治或國際政治等。團體內的衝突經常遵循的特定的模式，常規團體互動首先因為衝突起始而中斷，這常常是由不同的意見、成員間的彼此不和諧或者資源的稀缺所引發的。在這個階段，團體不再保持一致，並可能分化成不同的派系，而這個衝突升級的階段，在一些狀況下，會因為進入衝突解決的階段而停止，在此之後整個團體可能會回歸常規團體互動。

## 概述
衝突作為一個概念可以幫助解釋許多方面的社會生活，如社會分歧、利益衝突，以及個人、團體、企業或組織之間的爭鬥。大小層次的不同會影響其不同結果。
衝突在研究生和專業工作解決衝突（可雙贏、只有一方得到他們想要的、或者雙輸）常用的定義是：「當兩個或兩個以上的個體，有認為不兼容的目標，試圖破壞對方追求目標的能力。」
當人際衝突發生時，其效果常常比這兩名個人的參與更廣泛，而且可以在或多或少不利的方式影響到許多關聯的個人和關係。
「存在衝突和沒有衝突的區別」與「競爭和合作的差異」容易被混淆。在競爭激烈的情況下，兩個或以上的個人或個體都有相互矛盾的目標，任何一方試圖達到其目標，將破壞另一方達標的嘗試。因此，有競爭的情況下因為其性質會引起衝突，但如果有良好的體育精神或只是在公平的處理下它不會造成不良的衝突。
然而，衝突也可能會發生在合作的情況，兩個或以上的個人或個體有一致目標，但一方因為以何種方式試圖實現其目標，仍然可以破壞其他個人或個體。
利益、價值觀、行動或方向的抵觸常常引發衝突。衝突是指那抵觸的存在。如果沒有適當的社會安排或決議，在社會環境的衝突可能造成的壓力或利益相關者之間的緊張局勢。

## 各方面解讀
在政治方面，「衝突」可能是指戰爭、革命、内乱或其他的鬥爭，這可能涉及使用武力，在長期的武裝衝突。
在心理學中，一方減少的刺激涉及另一方的增加，這樣產生了新的調整需求而存在衝突。「衝突」這個詞適用於從即時的衝突發生，即使當我們說有一個潛在的衝突意味著我們已經有衝突的方向，即使發生衝突可能還沒有發生。

## 衝突的類型
概念上的衝突可以升級為口頭爭執，甚至可能導致戰鬥。衝突是可以存在的各種層次的分類，而主要可分3個方面：
- 外部衝突：外交衝突、軍事衝突、環境資源衝突、國際衝突、人際衝突、文化衝突、習俗衝突等等
- 內部衝突：社會衝突、經濟衝突、自身心理衝突、數據衝突、州際衝突（例如：內戰、選舉、黨魁）等等
- 內外兼有的衝突：關係衝突、土地衝突、工作衝突、情感衝突、組織衝突、阶级冲突、利益冲突、文化冲突、種族衝突、意識形態衝突等等